# یواس‌اس اولیک (دی‌دی-۵۶۹)
یواس‌اس اولیک (دی‌دی-۵۶۹) (به انگلیسی: USS Aulick (DD-569)) یک کشتی بود که طول آن ۱۱۴٫۷ متر (۳۷۶ فوت) بود. این کشتی در سال ۱۹۴۲ ساخته شد.